# TAI Gözcü
TAI Gözcü es un dron táctico de corto alcance controlado por radio. Diseñado, desarrollado y construido por Turkish Aerospace Industries (TAI), el vehículo aéreo no tripulado (UAV) es utilizado por las Fuerzas Armadas de Turquía con fines de inteligencia, vigilancia, adquisición de objetivos y reconocimiento. Gözcü es la palabra turca para "observador".